# 노민승
노민승(魯旼承, 1965년 11월 20일~)는 대한민국의 야구 선수로 전 KBO 리그 야구 선수의 투수이다.

## 학력
- 1982년 ~ 1985년 : 선린상업고등학교
- 1985년 ~ 1989년 : 한양대학교 (1985학번)